# Ingeborg Uijt den Bogaard
Ingeborg Isolde (Ingeborg) Uijt den Bogaard (Batavia, 18 april 1930 – Blaricum, 12 april 2021) was een Nederlands actrice.
Ingeborg Uijt den Bogaard kreeg haar opleiding aan de Amsterdamse toneelschool. Ze debuteerde in het seizoen 1951/1952 met De bruiloft van Kloris en Roosje. Als actrice was ze vooral te zien op televisie en in een aantal films. Naast acteerwerk heeft ze ook stemmen ingesproken voor gezelschap Studio, mede bestuurd door Han Surink, waar ze lange tijd een relatie mee had. Ze was te horen in veel hoorspelseries en sprak zij stemmen in. Zo was ze onder andere te horen als de fee "Mooiweertje", in de Walt Disney-animatiefilm Doornroosje (1959). Zij hield zich verder bezig met lesgeven en verzorgen van schoolvoorstellingen, regisseur bij amateurtoneel en zij vertaalde kinderboeken. Haar laatste acteerrol speelde ze in de film De beentjes van Sint-Hildegard.
Ze had drie kleinkinderen en was vanaf 2010 weduwe van Horst Garnmann (1923-2010).

## Filmografie
- 1959/1960 – Zoals je me wilt
- 1960/1961 – Dossier Karpaan
- 1964/1965 – De bouwers van het rijk of de Schmürz
- 1967/1968 – Niet doen, Sneeuwwitje!
- 1967/1968 – Prometheus
- 1968/1969 – De woede van Maigret
- 1969/1970 – Schakels
- 1970/1971 – De kleine waarheid – verpleegster
- 1970/1971 – De klop op de deur
- 1970/1971 – Ritueel
- 1972/1973 – Tussen acht en half negen
- 1973/1974 – Het ontwaken
- 1973 – Swiebertje – Clementine Deuterhops
- 1978 – Pastorale 1943 – Schooljuffrouw
- 1978/1979 – Ons goed recht (aflevering Met vakantie)
- 1979 – De Late Late Lien Show – Vrouw bij voordeur
- 1983/1984 – Zeg 'ns AAA (meerdere afleveringen) – hoofdzuster/verpleegster
- 1983/1984 – Kanaal 13
- 1983/1984 – Rose
- 1984 – Ciske de Rat – Schooljuffrouw
- 1986 – De Appelgaard – Mevrouw Besseling
- 1995 – De Tasjesdief – Roos
- 1997 – Unit 13: Teruggefloten – Mevrouw Bos
- 1999 – Baantjer: De Cock en de wraak zonder einde
- 1999 – Kruimeltje – Dienstbode Vera di Borboni
- 2002 – Tussenland – Meiti
- 2003 – Pietje Bell 2: De Jacht op de Tsarenkroon – Mevrouw Ster
- 2003 – Rozengeur & Wodka Lime – Margaretha van Woensel
- 2006 – Afblijven – Oma van Melissa
- 2008 – Keyzer & De Boer Advocaten – Mevrouw Meijer
- 2009 – Verborgen Verhalen – Mevrouw van Zuilenwijk (gastrol)
- 2013 – Malaika – (gastrol)
- 2017 – B.A.B.S. – Mevrouw Janssen (gastrol)
- 2020 – De beentjes van Sint-Hildegard – Mevrouw Ten Cate

### Stemmen
- 1996 – Doornroosje – Mooiweertje, de derde goede fee
- 2008 – Enchanted – Vertelster

- Gemeinsame Normdatei: 1100740449
- Virtual International Authority File: 349146461432027730193